# Glande del clitoride
Nell'anatomia femminile il  glande del clitoride  è una parte esterna della clitoride.

## Anatomia
Si trova sotto il prepuzio e sopra il frenulo del clitoride. Insieme ai bulbi costituisce la parte più vascolarizzata formando quello che sembra un plesso venoso erettile.